# 어폴로지
《어폴로지》(영어: The Apology)는 캐나다 티파니 슝 감독이 6년에 걸쳐 완성한 다큐멘터리이다. 일본 제국주의에 의해 위안부로 끌려간 한국 길원옥 할머니, 중국 차오 할머니, 필리핀 아델라 할머니의 삶을 카메라에 담는다.  한국에서는 2017년 극장에서 개봉되었고, 2019년 8월 17일 KBS 독립영화관을 통해 《어폴로지:나비의 눈물》이라는 제목으로 방송되었다.

## 출연
- 길원옥
- 차오
- 아델라